# NGC 11
NGC 11 je spiralna galaksija v ozvezdju Andromede. Njen navidezni sij je 14,59m. Od Sonca je oddaljena približno 56,5 milijonov parsekov, oziroma 184,28 milijonov svetlobnih let.
Galaksijo je odkril Édouard Jean-Marie Stephan 24. oktobra 1881.